# Cage (rapero)
Christian Palko (nacido el 4 de mayo de 1973; Wurzburgo, Alemania Occidental), más conocido por su nombre artístico Cage, es un rapero, productor discográfico y actor estadounidense de Middletown, Nueva York. Pasó la mayor parte de su carrera con los sellos discográficos Definitive Jux y Eastern Conference Records. Ha lanzado seis álbumes en solitario, además de dos álbumes recopilatorios y dos EP.
Además de su carrera en solitario, Cage es uno de los fundadores del supergrupo de hip hop underground The Weathermen, que se formó en 1999. También estableció un grupo llamado Smut Peddlers, con el dúo de hip hop The High & Mighty, publicando un álbum titulado Porn Again, en 2001. También es conocido por sus colaboraciones con el rapero de Nueva Jersey Tame One; los dos eran conocidos colectivamente como Leak Bros. Cage y Camu Tao formaron el dúo Nighthawks, que lanzó un álbum homónimo en 2002.

## Primeros años
Chris Palko nació en Wurzburgo, Alemania Occidental, de padres estadounidenses. Su padre estaba estacionado en una base militar de Alemania Occidental como miembro de la policía militar. Palko vivió allí hasta la edad de cuatro años cuando su padre fue despedido con deshonra por vender y usar heroína, y la familia fue enviada de regreso a los Estados Unidos, donde vivían en Middletown, Nueva York. Su padre a menudo obligaba a Palko a ponerse torniquetes caseros alrededor de su brazo mientras se inyectaba heroína. A la edad de ocho años, el padre de Palko fue arrestado durante un enfrentamiento con la policía estatal después de amenazar a su familia con una escopeta. Cuando Palko fue expulsado de la escuela secundaria, su madre se había vuelto a casar dos veces y su padrastro Frank lo golpeaba. Palko comenzó a consumir PCP, cocaína, LSD, cannabis y alcohol.
Palko fue arrestado varias veces por posesión de drogas y peleas en las calles. Enfrentándose a la cárcel por violar la libertad condicional, su madre convenció al juez de que era mentalmente inestable y lo enviaron al hospital psiquiátrico Stony Lodge para una evaluación de dos semanas. Permaneció en el hospital durante dieciséis meses, donde formó parte de un pequeño grupo utilizado para probar la fluoxetina, comúnmente conocida como Prozac. Después de haber sido mal diagnosticado y colocado en la droga, se suicidó e hizo varios intentos de suicidarse, incluido colgarse con los cordones de los zapatos y guardar su dosis de litio durante un mes antes de ingerirlos todos a la vez.

## Carrera

### 1991-2001: Comienzos
Cuando Palko fue dado de alta del hospital a los dieciocho años, siguió una carrera como rapero, dándose el nombre artístico de "Alex", en honor al protagonista de la novela A Clockwork Orange de Anthony Burgess. Después de contratar a un manager y grabar una maqueta, le presentaron al rapero Pete Nice, y Cage apareció en el álbum Dust to Dust de 1993. Conocido como "Keige" y parte de un grupo llamado Bloody Ruffnecks y más tarde Mudbones, su primer mixtape fue lanzado en 1994; en las notas, nombró sus influencias como Kool Keith, Big Daddy Kane, Rakim, Juice Crew, Marley Marl y KRS-One.
Pete Nice también le presentó a Palko a la personalidad de radio Bobbito García, quien presentó a Palko en su programa varias veces, aumentando su reputación entre la escena hip hop underground de Nueva York, donde se asoció con KMD, Kurious Jorge, K-Solo, Godfather Don, Necro, Artifacts, Pharoahe Monch y El-P. Pasó la última noche con el hermano de MF Doom y miembro de KMD, Subroc, en 1993 antes de morir en un accidente de tráfico. Palko firmó un contrato de grabación con Columbia Records, pero frecuentemente grababa en estado de ebriedad, y el sello consideró que sus esfuerzos no eran satisfactorios. Palko suspendió brevemente su carrera y aumentó su consumo de drogas. Se convirtió en padre de una hija en 1994.
Cuando García fundó el sello Fondle 'Em Records, le ofreció a Palko un contrato discográfico y Cage lanzó un sencillo con las canciones "Radiohead" y "Agent Orange" en 1997, con éxito y reconocimiento. Tras el lanzamiento de Shady EP en diciembre de 1997, Palko acusó al rapero de Detroit Eminem de imitar su estilo.
Después de varios sencillos más con Fondle 'Em, Palko conoció a Mr. Eon y DJ Mighty Mi de The High & Mighty, y el trío formó el grupo Smut Peddlers, lanzando el álbum Porn Again bajo el sello Rawkus Records en 2001. El álbum alcanzó el puesto número 10. en la lista Billboard Heatseekers, en el puesto 43 en la lista Top R&B/Hip-Hop Albums y en el puesto 184 en Billboard 200, mientras que su sencillo "That Smut" alcanzó el puesto 9 en la lista Hot Rap Singles y el 96 en el Hot R&B/Hip-Hop Songs. En 2001 y 2002, respectivamente, la música de Palko apareció en la banda sonora de la película de crimen psicológico Bully y en la temporada 1 del programa de televisión de drama criminal The Wire.

### 2002–2009: Eastern Conference y Definitive Jux
Palko firmó con el sello de The High & Mighty Eastern Conference Records y lanzó su álbum debut, Movies for the Blind, el 6 de agosto de 2002. Palko declaró más tarde, en 2006, que el álbum "en cierto modo glorificaba las drogas" y que sentía que el álbum era "loco por el simple hecho de estar loco [...] Durante este período, Palko formó el grupo The Weathermen, llamado así por la organización política de izquierda. El grupo lanzó su álbum debut The Conspiracy el 3 de junio de 2003, antes de que Palko abandonara Eastern Conference Records por una supuesta falta de pago. Se lanzó un EP, titulada Weatherproof, el 29 de julio de 2003. Durante su tiempo en la Conferencia Este, Interscope Records mostró interés en fichar a Cage a pesar de que Eminem también estaba en su sello, pero terminó su interés después de juzgar que no atraería a una audiencia mayoritaria.
Debido a que Palko sintió que ya no debería interpretar a un personaje, comenzó a adoptar un estilo de escritura más abierto, y firmó con Definitive Jux, donde lanzó su segundo álbum de estudio Hell's Winter, el 20 de septiembre de 2005. Hell's Winter alcanzó el puesto n° 26 en la lista Top Heatseekers y en el n° 36 en la lista Top Independent Albums.
En una entrevista de 2007 con el actor estadounidense Shia LaBeouf, para Vanity Fair, LaBeouf expresó su interés en interpretar a Palko en una posible biografía cinematográfica. El 30 de noviembre de 2007, Spin informó que la película entraría en producción.
En julio de 2009, Palko lanzó su tercer álbum de estudio Depart from Me, que caracterizó por tener un sonido de rap rock. LaBeouf dirigió el video musical de la canción "I Never Knew You". La salud mental de Cage se vio afectada por el sufrimiento y la muerte de su mejor amigo y colaborador Camu Tao durante el proceso de grabación.

### 2010–2014: Kill the Architect
A finales de 2010, Palko apareció en el segundo álbum Man on the Moon II: The Legend of Mr. Rager del artista estadounidense Kid Cudi, haciendo una aparición especial en una pista titulada "Maniac". Los dos interpretaron "Maniac", junto al músico de indie rock St. Vincent, en Late Night with Jimmy Fallon en noviembre de ese año. En marzo de 2011, Cudi anunció que lanzaría un cortometraje inspirado en la canción "Maniac", coprotagonizada por Palko y dirigida por Shia LaBeouf, en octubre de 2011. El 30 de octubre de 2011, como prometió, Cudi estrenó Maniac, un cortometraje de terror, estrenado a través de su blog.
A pesar de haber tenido una pelea previa con The High & Mighty, Palko anunció en 2012 que se reuniría con el productor DJ Mighty Mi para lanzar un sencillo titulado "The Void", que se lanzó el 3 de abril de 2012 en el sello Tribute Records. Palko también comenzó un nuevo proyecto con Sean Martin, llamado We Sold Our Souls, quien lanzó su primera canción "Super Baked" en marzo de 2012. Cage también anunció que lanzaría material bajo un alter ego, Sam Hill, con letras sobre temas similares a sus primeros esfuerzos en Movies For the Blind. El 23 de agosto de 2013, se anunció que el álbum Kill the Architect se lanzaría el 22 de octubre de 2013 con el sello Eastern Conference Records. Una canción del álbum, "The Hunt", fue lanzada el mismo día.
Palko tuvo otros dos papeles secundarios en películas independientes: la película de terror romántica aclamada por la crítica Spring de Justin Benson y Aaron Moorhead y el drama de Amber Tamblyn Paint It Black.

## Filmografía
| Año  | Título | Rol         | Notas        |
| ---- | ------ | ----------- | ------------ |
| 2011 | Maniac | Dark Killer | Protagonista |

| Año  | Título         | Rol             | Notas |
| ---- | -------------- | --------------- | ----- |
| 2014 | Spring         | Bancroft Dawson |       |
| 2016 | Paint It Black | Nick Nitro      |       |

## Discografía
- 2002: Movies for the Blind
- 2005: Hell's Winter
- 2009: Depart from Me
- 2013: Kill the Architect
- 2018: Book ov Sam: Infernal Depths (como Sam Hill)
- 2020: Death Miracles